# NHK千代水ラジオ放送所
NHK千代水ラジオ放送所（エヌエイチケイちよみラジオほうそうしょ）は、鳥取県鳥取市にある日本放送協会（NHK）鳥取放送局の中波放送送信所である。
鳥取市安長地区に設置され、県東部の広範囲に電波を発射している。

## 送信施設概要
| 周波数（kHz） | 放送局名   | コールサイン | 空中線電力 | 放送対象地域 | 放送区域内世帯数 |
| 1125          | NHK鳥取第2 | JOLC         | 1kW        | 全国         | 約10万世帯       |
| 1368          | NHK鳥取第1 | JOLG         | 1kW        | 鳥取県       | 約10万世帯       |